# Бокситогорская улица
Бокситого́рская улица — улица в Красногвардейском районе Санкт-Петербурга, ограничена шоссе Революции и рекой Охтой.

## История
Возникла в 1940 году, 26 декабря получила название улица Строителей — в честь строителей Пороховского жилищного массива. Современное название (в честь Бокситогорска, районного центра Ленинградской области) улица носит с 12 ноября 1962 года (переименована в целях устранения одноимённых названий). В 1965 году в неё были включены вновь застроенный проезд и часть Ново-Малиновской дороги.
Бо́льшая часть улицы проходит вдоль железнодорожного полотна Октябрьской железной дороги на участке между станцией Пискарёвка и Ладожским вокзалом. По плану 1976 года в связи с новой застройкой улица должна была быть продлена до проспекта Косыгина.

## Транспорт
Ближайшая станция метро — «Ладожская».